# Petrus Ramus
Petrus Ramus vagy eredeti francia nevén Pierre de La Ramée (Cuts, 1515 – Párizs, 1572. augusztus 26.) francia humanista filozófus, logikus, matematikus, teológus.

## Életútja
Földműves szülők gyermeke volt. Felsőbb tanulmányait szülőhelyén, Cuts-ben, majd Párizsban végezte el. Ezt követően a Párizsi Egyetem tagintézményeiben, a Collège du Mans-ban, majd a Collège de l’ave Mariában bízták meg az arisztotelészi logika tanításával. Antiarisztoteliánus nézeteivel már 1536-ban nagy megbotránkozást keltett, ezt tovább fokozta, amikor 1543-ban Dialecticae partitiones (’Dialektikus felosztások’), majd kevéssel később Animadversiones Aristotelicae címen összefoglalta az arisztotelészi dialektikát megkérdőjelező téziseit. Az uralkodó, I. Ferenc 1544-ben betiltotta Ramus tanait, az 1547-ben bekövetkezett halála után trónra lépő II. Henrik azonban feloldotta a tilalmat, és Ramusnak katedrát biztosított a Párizsi Egyetemen. Négy éven át tanított ott, 1551-ben a Collège Royal filozófia- és retorikaprofesszora lett.
1561-ben áttért a kálvinista hitre és a jezsuita befolyás ellen harcolt. 1568-ban életét féltve külföldre távozott, és Heidelbergben, Genfben, majd Lausanne-ban tanított. 1570-ben tért vissza a francia fővárosba. A párizsi kálvinisták (hugenották) lemészárlásának céljával kirobbant Szent Bertalan-éji vérengzést még túlélte, de pár nappal később meggyilkolták, tetemét pedig a Szajnába dobták.

## Munkássága
Az arisztotelészi filozófián nyugvó ismereteket átadó skolasztikus oktatási módszer ellen harcolt, az emberi ész bölcsességét hirdette már fiatal korától. Magyarázatokban és szemléltetőábrákban gazdag tankönyveket írt, amelyek a 17. században különösen népszerűek voltak a protestáns államokban. Filozófiai, azon belül logikai és dialektikai életművével nagy hatást gyakorolt Bacon, Gassendi, Descartes, majd Leibniz munkásságára is. Életművének jelentős vonulata matematikatörténeti munkássága, emellett számelméleti, mértani, fénytani és mechanikai összefoglalásokat is kiadott. A logika területén egyik fő célja a tudományterület formalizmustól való megtisztítása és alapelveinek újraalkotása volt Cicero és Quintilianus ókori művei alapján. Kísérletet tett a logika és a retorika diszciplínáinak egyesítésére (Dialectica, 1555).
Nyelvészettel, a francia helyesírás szabályozásával is foglalkozott, ajánlásokat tett a kiejtéskövető írásmód bevezetésére (Scholae grammaticae (’Grammatikai előadások’), 1555), és bár humanistaként ő maga is latin nyelven írta munkáit, fellépett a francia nyelv védelmében, a latinizmusok terjedése ellen.
1562-ben, majd 1567-ben tervezetet nyújtott be IX. Károly francia királynak az oktatás racionalizálására és az egyházaktól független állami tudományegyetemek alapítására.